# SOLWODI
SOLWODI (acroniem van Solidarity with Women in Distress, Solidariteit met vrouwen in nood) is een internationale hulporganisatie die zich inzet voor de slachtoffers van mensenhandel, dwangprostitutie en huiselijk geweld.

## Geschiedenis

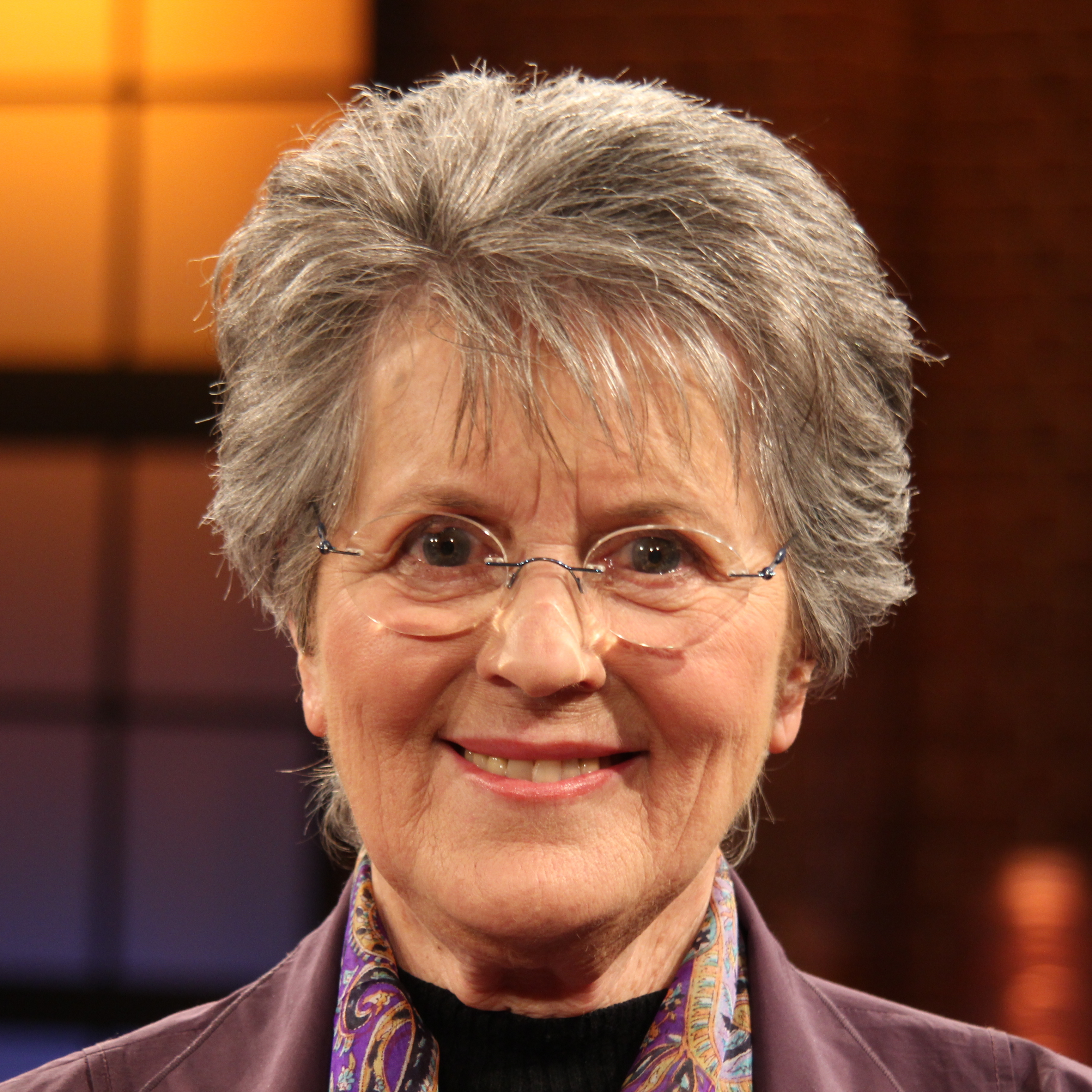
Zr. Lea Ackermann, oprichtster van SOLWODI

De organisatie werd in 1985 opgericht door de Duitse Lea Ackermann, een lid van de Witte Zusters die in de Keniase havenstad Mombasa zou gaan werken als godsdienstlerares. De in pedagogiek gepromoveerde zuster werd echter getroffen door het leed van meisjes en vrouwen, die wegens hun armoede in de prostitutie terecht waren gekomen.
Vanuit Kenia schreef de zuster 100 brieven aan familieleden en bekenden, waarin zij om een maandelijkse bijdrage van 10 DM vroeg. De opbrengst van haar brievenactie was overweldigend en het maakte mogelijk om met de hulp van het bisdom Mombasa een centrum op te richten in een vervallen pakhuis, waar vrouwen vorming kregen aangeboden om zo uit de prostitutie te geraken. De activiteiten waren de Keniase autoriteiten echter een doorn in het oog en in 1988 moest Lea Ackermann Kenia halsoverkop verlaten. Lea Ackermann zette de uitbouw van de organisatie voort vanuit het parochiehuis in het aan de Rijn gelegen Hirzenach (Rijnland-Palts).

## De huidige organisatie in Kenia
Tegenwoordig is SOLWODI een zelfstandige ngo met een hoofdvestiging in Mombasa en meerdere steunpunten aan de Keniase kust. Ook bestaat er sinds 2002 een organisatie voor meisjes in nood met de naam SOLGIDI (Solidarity with Girls in Distress, Solidariteit met meisjes in nood) voor dochters van prostituees. Het risico voor deze meisjes is hoog dat ook zij in de prostitutie terechtkomen. Individuele begeleiding en overname van de kosten maken het voor deze meisjes mogelijk om een school te bezoeken. Zeer arme families worden bovendien van voeding en medicatie voorzien. Sinds de oprichting heeft SOLWODI aan ongeveer 34.000 vrouwen en meisjes steun geboden bij het vluchten uit de prostitutie of het voorkomen van deelname aan prostitutie. Volgens zuster Lea genieten jaarlijks circa 400 kinderen ondersteuning in het kader van het SOLGIDI-programma. In 2009 startte de organisatie een project voor de inrichting van een opvanghuis voor straatkinderen.

## Andere landen
De organisatie is ook actief in Duitsland en heeft in diverse deelstaten adviesbureaus opgericht. Het zwaartepunt ligt hier eveneens op hulp aan slachtoffers van mensenhandel en dwangprostitutie, maar ook aan slachtoffers van huiselijk geweld en gedwongen huwelijken. SOLWODI beschikt over tientallen medewerkers, waaronder een aantal witte zusters en circa 14.000 donateurs. De medewerkers geven advies en psychosociale hulp, helpen bij een veilige opvang in een van de SOLWODI-opvanghuizen, bemiddelen bij juridische en medische hulp en ondersteunen bij de terugkeer naar het land van herkomst. Hierbij heeft SOLWODI de beschikking van uitgebreide netwerken in diverse landen.
In 2010 opende de organisatie een adviesbureau in Roemenië; in 2012 werd SOLWODI in Oostenrijk opgericht.